# Locó
Manuel Antonio Cange, apelidado de Locó (nascido em 25 de Dezembro de 1984, Luanda,Angola) , é um lateral direito angolano, que, na data de Maio de 2006, jogou pelo Primeiro de Agosto. É conhecido pelo seu corte de cabelo, que é notável.

## Seleção
É um membro da seleção nacional e participou da Copa do Mundo de 2006.representou o elenco da Seleção Angolana de Futebol no Campeonato Africano das Nações de 2008.